# Fungia somervillei
Fungia somervillei är en korallart som beskrevs av Gardiner 1909. Fungia somervillei ingår i släktet Fungia och familjen Fungiidae. IUCN kategoriserar arten globalt som livskraftig. Inga underarter finns listade i Catalogue of Life.